# CKX-TV
CKX-TV（VHFアナログチャンネル5）は、カナダ・マニトバ州ブランドンに認可されたテレビ局で、CBCテレビジョンの私設提携局として機能していた。CTVグローブメディアが所有する、マニトバ州で最初の民間テレビ局だった。アストラル・メディア（旧スタンダード・ラジオ）が所有する以前の姉妹局であるCKY-FMとコールレターを共有していた。
ブランドンのダウンタウンにあるビクトリア・アベニューにあるCKX-FM及びCKXA-FM（当時は「101.1 The Farm」として知られていた）とスタジオを共有していた。CKX-TVの送信所は同州オークランドにあった（現在はCKY-DT再放送局のCKYB-TVが使用している）。
CBCの私設提携局として、CKXは殆どのCBCネットワーク番組を放映したが、Aからの番組もいくつか放映した。現在、CBCの番組はCBCのウィニペグ放送局CBWTを通じてウェストマン・ケーブル（Westman Cable）チャンネル6で視聴でき、CKXの以前のスロットを使用している。
2009年2月、CTVは、CBCが提携契約を継続しないため、CKXを売りに出すと発表した。同年7月、ブルーポイント・インベストメント・コーポレーション（Bluepoint Investment Corporation）が1ドルで購入することが発表された。しかし、ブルーポイントは10月1日に販売を中止し、その結果、CKXは1日後に閉局された。

## 歴史
CKXはジョン・クレイグによって設立され、クレイグ・メディアがテレビ放送を開始した日である1955年1月28日に放送が開始された。
1959年2月、マニトバ・テレフォン・サービス（MTS）に、テレビ信号をさらに、ドーフィン、スワンリバー、ザ・パス、フリンフロンの4つのマニトバ州コミュニティに拡張するようCBCに申請するよう依頼した。
半世紀近くの間、クレイグ・メディアの所有下にあった。
1980年代初頭、CRTCがマニトバ州南部にサービスを提供する新しいテレビ局の申請を求めていた際、CKX-TVは、CKND-TVの信号をウェストマンエリアに拡張すると、国内の広告主からの収益が分割され、CKX-TVが赤字になる可能性があるという懸念を提起していた。
2004年、クレイグ・メディアは放送資産をCHUMリミテッドに売却する契約を発表した。売却は同年11月19日にカナダ・ラジオテレビ通信委員会（CRTC）によって承認され、12月1日に正式になった。
CHUMは2005年8月2日にクレイグ・メディアA-Channel加盟局をCitytvの新しい系列局として刷新し、同時に既存のNewNet加盟局が「A Channel」の名前を取り上げた。プライムタイムの番組中にA-Channelのロゴが時々見られたが、それは一般的にCKXの番組を放っておいた。
2007年1月15日、CKX-TVのマスターコントロールがポーティッジ・ラ・プレーリーからブランドンに戻された。
CHUMリミテッドがCTVグローブメディアに売却されたため、所有権は2007年6月22日に再び変更された。当初、CTVグローブメディアはCHUMのCitytvシステムを保持し、CKX-TV、CHUMのA-Channel加盟局、及びいくつかの専門チャンネルをロジャーズ・コミュニケーションズに売却することを望んでいた。しかし、これはCRTCによって拒否され、CTVは代わりにCitytv加盟局をロジャーズに売却することを余儀なくされた。リチャード・グレイは、CKX-TVとA-Channel加盟局のニュース責任者に指名された。グレイは、独立したニュースのプレゼンテーションと管理を維持するために、CTVニュースとは対照的に、CTVgm企業グループに直接報告した。CKX-TVは、2002年にオンタリオ州北部とサスカチュワン州のCBC加盟局をCBCに売却して以来、CTVの最初のCBC提携局だった。 
2009年初頭、CBCは、同年8月31日の有効期限を過ぎてCKXの提携契約を更新しないことを決定した。CTVが1ドルでCBCに直接売却することを申し出た際、彼らは、CKXの継続的な運用コストと、今後のデジタル移行に関連するコストを負担する余裕がないと言って拒否した。このため、CTVは、買い手が見つからなければ8月31日に放送を停止すると言って、売りに出した。
2009年4月30日、ショー・コミュニケーションズはCTVgmからCTVの2つのA加盟局（オンタリオ州ウィンザーのCHWIとオンタリオ州ウィンガムのCKNX）と共にCKXを1ドルで購入すると発表した。しかし、6月30日にショーが契約を撤回したと報じられた。代わりに、7月16日、CTVは、メディアのベテランであるブルース・クラーセン（Bruce Claassen）が所有する新会社「ブルーポイント・インベストメント・コーポレーション（Bluepoint Investment Corporation）」が1ドルで買収すると発表した。この取引は、CRTCの承認待ちで、2009年12月31日までに完了する予定だった。ブルーポイントは少なくとも一部のCBC番組を維持するつもりだったが、CKXは8月31日以降もCBCの完全な提携局だった。

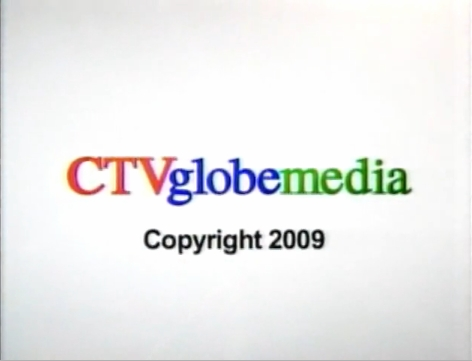
このCTVグローブメディアスライドは、2009年10月2日に放送が終了する前にCKX-TVで放送された最後のメッセージだった。送信所が停止になるまで、黒画面がCKXで放映された。

しかし、ブルーポイントは10月1日に、衛星の視聴範囲が得られないことを理由に売却を取りやめた。その結果、CTVは翌日、18:00のニュース放送の後、CKXを閉局し、数時間視聴者に感謝するスクリーンを表示させた。黒画面になる前にCKX-TVで放映された最後の画像は、CTVグローブメディアの企業ロゴと著作権表示だった。CKXのウェブサイト「ckxtv.com」もスレートに切り替え、視聴者に感謝の意を表し、localtvmatters.caに誘導し、ブラボー・カナダのウェブサイトにリダイレクトして、ローカルテレビが危険にさらされているというCTVの立場について学んだ。
CKXは、カナダで1977年以来2番目に閉局された主要なテレビ局であり（ケベック州ハルのCFVO-TVが放送を終了した際、カナダの他の全ての廃止された放送局は、ほぼシームレスに他の放送局のリピーターになった）、もう1つはアルバータ州レッドディアのCHCA-TVで、CKXの約1ヶ月前に閉局された。CHCAのライセンスは2009年12月に取り消され、CFVO-TVのライセンスはRadio-Quebec（現：Télé-Québec）に移管されたが、同局は後にCIVO-TVとなった。2011年8月31日に、アクセス・アルバータ加盟局のCIAN-DTとCJAL-DTが停波した。2ヶ月後の2011年11月1日にサービスを停止したのは、ケベコールが所有するCKXT-TVだった。
CBCが2012年7月31日に再放送局のネットワークを閉鎖するまで 、ネットワークはブランドンで空中プレゼンスを再確立することはなかった。

## デジタルテレビ
2009年に閉局されるまで、CKXは割り当てられたチャンネル49でデジタル放送を開始していなかった。
2011年8月31日にカナダでアナログテレビが段階的に廃止された後も、CKXが放送されていた場合、CKX-DTは49に残った。PSIPを使用すると、テレビ受信機はCKX-DTの仮想チャンネルを5として表示する。閉局に続いて、そのアナログ及びデジタル周波数の割り当ては、将来の放送局のために開かれた。

## ニュース
CKXは、毎日正午から13:00まで1時間のローカル正午番組『ザ・ヌーン・ショー（The Noon Show）』を放送し、平日18:00から19:00まで1時間の夕方のニュース番組『CKX News at 6』を放送した。1990年代と2000年代に閉局されるまで、23:00から23:30までの深夜30分間のニュース番組を放送していた。
地元志向にもかかわらず、CKXのニュース番組は概して、ウィニペグを拠点とするCTV加盟局で、ブランドンに再放送局があるが、この地域のニュース報道は限られているCKY-TVに次ぐ視聴率で遅れをとっていた。

## 元CKXパーソナリティ
- ダレン・ドレガー（英語版） - 元スポーツアンカー、現：TSN
- ジル・オフィサー（英語版） - 元リポーター
- リア・ヘクストール（英語版） - 元スポーツアンカー、現：ESPN
- ロン・トンプソン - 元気象学者
- ダグ・ジョンソン - アナウンサー、ファームリポーター
- バリー・ダンスモア - アナウンサー
- ドン・マッゴーワン - アナウンサー
- ピーター・パーカー - アナウンサー
- ブライアン・デニケ - アナウンサー
- ヘンリー・ストサード - スポーツアナウンサー
- キム・カショール - アンカー
- ディーン・ミラード - スポーツ

- 1980年代のテレビニュースのホスト/リポーター:
- マイク・スポジト
- マーク・エヴァンス/アリソン・ペイン
- マリアンヌ・クロワック/マイルズ・ネス
- テッド・デラー
- ボブ・ブルース（ニーヴ）
- メアリー・バロル
- ジャック・ハガナーズ
- ハーヴェイ・ヨース/バリー・ラム、ブライアン・ローリー、マット・バーレット (ファーム)
- リー・パウエル、キース・マクマホン、リック・マクドナルド、マイク・ボーリガード、クリス・セダン
- ジョディ・クレイグ（ラトリッジ）
- グレン・キャシー
- デビー・マッケンジー
- ドーナ・フリーゼン（英語版）
- ナンシー・グレゴリー
- ヘザー・ライマー
- タミー・クリストファー
- ヴェラ＝リン・クビネック
- ダニエル・バリー

## 送信所
これらは、閉局時のCKXの再放送局だった。
| 放送局   | 放送地域免許         | チャンネル | ERP      | HAAT    | 送信機座標                                                          |
| -------- | -------------------- | ---------- | -------- | ------- | ------------------------------------------------------------------- |
| CKX-TV-1 | フォックスウォーレン | 11（VHF）  | 111.7 kw | 206.1 m | 北緯50度31分14秒 西経101度4分25秒 / 北緯50.52056度 西経101.07361度  |
| CKX-TV-2 | メリタ               | 9（VHF）   | 0.188 kw | 64.6 m  | 北緯49度16分50秒 西経100度59分14秒 / 北緯49.28056度 西経100.98722度 |
| CKX-TV-3 | マクレアリー         | 11（VHF）  | 78.16 kw | 174.6 m | 北緯50度40分22秒 西経99度36分12秒 / 北緯50.67278度 西経99.60333度   |